# Арсенид галлия-индия
Арсени́д га́ллия-и́ндия (иные названия: индия галлия арсенид, индия-галлия арсенид, арсенид индия-галлия, галлия индия арсенид и др.) — тройное соединение мышьяка (арсенид) с трехвалентными индием и галлием, соединение переменного состава, состав выражается химической формулой GaxIn1-xAs. Здесь параметр x принимает значения от 0 до 1 и показывает относительное количество атомов галлия и индия в соединении. При x=1 формула отвечает арсениду галлия (GaAs), при x=0 — арсениду индия (InAs).
В литературе параметр х, где не возникает двусмысленности, обычно опускается, и формула GaInAs подразумевает именно это соединение указанного переменного состава. В более узком смысле, обозначение GaInAs относится к наиболее изученному составу с формулой Ga0,47In0,53As, это обычно явно указывается. Иногда, в литературе, встречается обозначение этого соединения InGaAs.
Соединение является полупроводником с высокой подвижностью носителей заряда. Используется в качестве полупроводникового материала для создания приборов СВЧ, светодиодов, полупроводниковых лазеров, фотодатчиков, фотогальванических элементов, как правило, в гетероструктурах.

## История получения и изучения
Впервые монокристаллические плёнки InGaAs получил Т. П. Пирсол (T. P. Pearsall) в 1976 г. В качестве подложки исследователь использовал монокристалл фосфида индия и применил метод газофазной эпитаксии. Он также изучил его полупроводниковые свойства, такие как подвижности, эффективные массы носителей тока, ширину запрещенной зоны и др. фундаментальные свойства InGaAs. В 1978 г. Т. П. Пирсол впервые продемонстрировал эффективный диод с p-i-n структурой, изготовленный из InGaAs, а в 1980 г. — униполярный фотодиод из этого же соединения.
В наше время (2012 г.) оба типа этих приборов широко используются в оптоволоконной технике.

## Физические свойства
InGaAs представляет собой серые, почти чёрные кристаллы с металлическим блеском. Температура плавления изменяется в зависимости от состава (х) от 942 °С (у InAs) до 1240 °С (у GaAs). Хорошо изученное соединение состава Ga0,47In0,53As плавится при температуре около 1100 °С.

### Кристаллическая структура
Сингония кристалла InGaAs — кубическая, типа цинковой обманки (сфалерита). Пространственная группа симметрии Td2-F35m. Постоянная решётки L зависит от параметра х и описывается эмпирической формулой:
L = 0,606 — 0,041 х (нм).
Постоянная решётки арсенида галлия (GaAs) всего на 0,08 % отличается от таковой у германия. Замещение всего 1,5 % Ga в GaAs на In обеспечивает практически идеальное согласование постоянных решёток, что снижает напряжения в выращиваемых плёнки Ge на GaAs или плёнки GaAs на Ge и снижает концентрации дислокаций, ловушек заряда и поверхностных состояний. Альтернативным способом согласования постоянных решёток является легирование Ge кремнием (Si) (около 1 %).

### Полупроводниковые и оптические свойства
Полупроводниковые и оптические свойства сильно зависят от соотношения In и Ga.
Ширина запрещенной зоны Eg при 300 К плавно изменяется в зависимости от х от 0,354 эВ у InAs до 1,42 эВ у GaAs в соответствие с эмпирической формулой:
Eg = 0,354 + 0,63 х + 0,43 х2 (эВ).
Именно наличие индия в этом соединении определяет «двухмерность» плотности носителей заряда.
Соединение состава Ga0,47In0,53As имеет границу поглощения в инфракрасном диапазоне (ИК) 1,68 мкм. Увеличение концентрации индия в соединении сдвигает эту границу до 2,6 мкм. При чрезмерном увеличении концентрации In по сравнению с Ga увеличивается возможность механических напряжений в эпитаксиальной плёнке из-за рассогласования постоянных решёток при выращивании на монокристалле InP. Для избежания этого, нужно применять дополнительные меры.

## Получение
Эпитаксиальные плёнки InGaAs обычно выращивают на подложках методом газофазной эпитаксии из разреженной смеси газов, например, триметилгаллия, триметилиндия и арсина, причем параметр х при таком процессе можно регулировать, изменяя концентрации триметилгаллия и триметилиндия в газе:
2 Ga(CH3)3 + 2 In(CH3)3 + 2 AsH3 → 2 InGaAs + 3 C2H6 + 6 CH4.
Также плёнки InGaAs получают методом молекулярно-пучковой эпитаксии:
4 Ga + 4 In + As4 → 4 GaInAs.
В качестве подложки обычно применяют монокристаллический фосфид индия (InP). Для согласования параметров решёток последний подвергают механическому напряжению.

## Химические свойства
GaInAs относительно инертное соединение. Реагирует с водой и кислотами с выделением арсина, при этом образуются гидрооксиды (с водой) или соответствующие соли (с кислотами). Для упрощения коэффициентов показано взаимодействие воды с эквиатомным содержанием галлия и индия, отвечает формуле Ga0,5In0,5As:
GaInAs2 + 6 H2O → Ga(OH)3 + In(OH)3 + 2 AsH3;
Окисляется кислородом до трёхвалентных оксидов металлов и, в зависимости от условий окисления, до элементарного мышьяка или оксидов мышьяка.

## Применение
GaInAs используется в качестве материала при создании электронных приборов для сильноточной электроники, СВЧ электроники, оптических приемников и излучателей ИК диапазона. Он имеет преимущества по сравнению с кремнием и арсенидом галлия, ввиду большей подвижности носителей заряда.
Варьируя состав (х), можно оптимизировать спектры излучения и чувствительности приёмников в ближнем ИК, что находит применение в оптоволоконных технологиях передачи данных, использующих ИК-излучение с длиной волн 1300 и 1550 нм.
На основе этого материала изготавливаются СВЧ-транзисторы, в частности, было сообщено, что создан транзистор с высокой подвижностью электронов (HEMT) (ТВПЭ) на основе гетероструктуры InP — InGaAs, рабочая частота которого рекордна и превысила 600 ГГц.
GaInAs вытесняет германий в качестве материала для изготовления приёмников ближнего ИК, так как имеет значительно меньший темновой ток и находит применение в некоторых фотокамерах ближнего ИК.
Также InGaAs имеет меньший лавинный шум по сравнению с германием, в лавинных фотодиодах, где используется в виде лавинного слоя.
Перспективно применение GaInAs в качестве рабочего тела полупроводниковых лазеров, работающих на длинах волн 905 нм, 980 нм, 1060 нм и 1300 нм.
Квантовые точки из GaInAs в матрице GaAs изучались с точки зрения применения в лазерах.
Соединение Ga0,47In0,53As может использоваться в качестве промежуточного слоя с большей шириной запрещённой зоны в многослойных фотогальванических ячейках, так как благодаря прекрасному согласованию постоянных решёток его с германием, снижается плотность дислокаций, и, тем самым, повышается КПД ячейки.

## Токсичность и вредность
С этой точки зрения GaInAs недостаточно изучен. Известно, что пыль соединения вызывает раздражение кожи, глаз и лёгких. Также, при взаимодействии с водой или кислотами выделяется очень ядовитый арсин. Аспекты охраны труда и производственной гигиены в процессе газовой эпитаксии, при которой используются такие соединения, как триметилгаллий и арсин, изложены в обзоре.